# Kasseler Liste

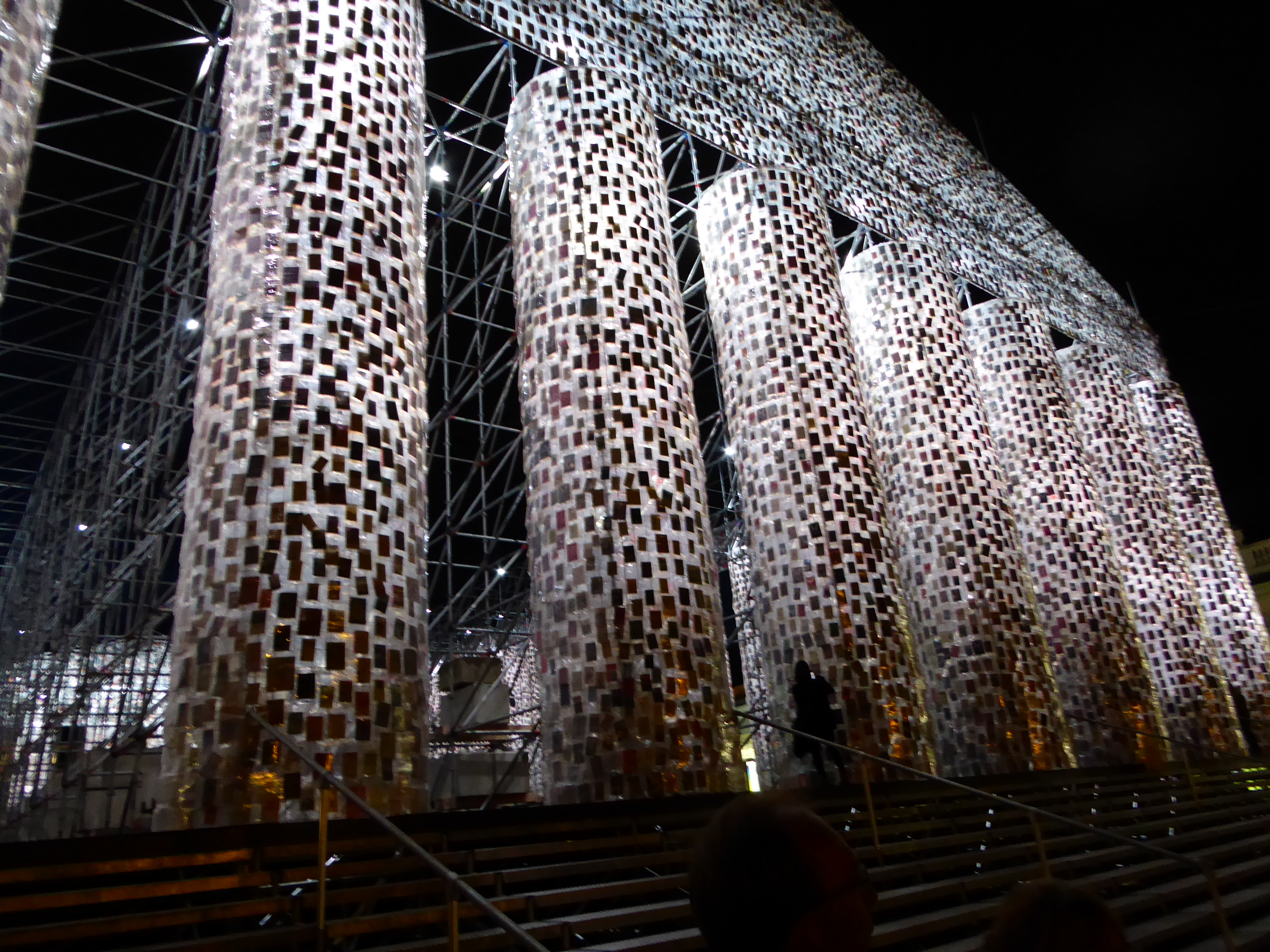
documenta 14: Der Parthenon der Bücher bei Nacht

Als Kasseler Liste wird das weltweit größte Verzeichnis zensierter und verbotener Bücher bezeichnet. Sie verzeichnet rund 120.000 Titel aus allen Zeiten und Ländern, die auf einem Index standen oder stehen. Das Verzeichnis ging am 1. Mai 2019 online.
Ziel des Projekts sei es, „die globale Zensur zu dokumentieren und die Meinungsfreiheit zu verteidigen“, so die Literaturwissenschaftlerin Nikola Roßbach von der Universität Kassel.

## Geschichte
Entstanden ist das Projekt durch den „Parthenon der Bücher“ der argentinischen Künstlerin Marta Minujin. Sie hatte auf der documenta 14 einen Tempelnachbau aus 67.000 Büchern errichten lassen, um ein Zeichen gegen Zensur zu setzen. Mit dem Verzeichnis hatten im Vorfeld Germanisten der Universität Kassel begonnen, um dieses Kunstwerk zu unterstützen. Zur Validierung nutzten sie eine Liste, die das Team um Literaturwissenschaftlerin Nikola Roßbach von der Universität Kassel und den Gastprofessor Florian Gassner von der University of British Columbia, Vancouver, erstellt hatte. Diese Liste ist seit dem 1. Mai 2019 abrufbar.

## Aktualität
Die Liste der verbotenen Bücher ist nicht abgeschlossen: Zensierte Bücher, egal ob aus früheren Zeiten oder aktuelle Fälle, können auf der Website gemeldet werden. Dabei ist nach Angaben der Initiatoren ein nachprüfbarer Beleg unerlässlich. Zahlreiche gegenwärtig verbotene Titel machen die Liste nach Aussage von Nikola Roßbach zu einem „hochaktuellen, virtuellen Mahnmal gegen Zensur und Unfreiheit“. Ziel sei es, die globale Zensur zu dokumentieren und die Meinungsfreiheit zu verteidigen.